# AMC Break
AMC Break (previamente conocido como Blaze) es un canal de televisión por suscripción español de origen británico, operado por AMC Networks International Southern Europe, propiedad de AMC Networks. El canal ofrece contenidos basados en el entretenimiento de no-ficción y en contar historias sobre personajes insólitos.

## Historia
El 18 de abril de 2018 comenzaron las emisiones de Blaze, reemplazando la señal de A&E y comenzando a emitir en alta definición.
El canal emite en las plataformas Vodafone TV, Orange TV y operadoras de cable autonómico y local, en Portugal emite en las plataformas NOS, MEO, NOWO y Vodafone, y en Andorra emite en la plataforma SomTV.El canal emite simultáneamente los mismos programas que en España (a excepción de las publicidades). Los programas se emiten en versión original (inglés) con subtítulos en portugués.
El 30 de agosto de 2018 el canal Blaze HD se incorporó al dial 107 del operador Vodafone TV.
En la madrugada del 19 de abril de 2022, el canal cambio de nombre de Blaze a AMC Break, debido a la unificación de los canales de AMC Networks bajo la marca AMC.